# Andrij Hawriuszow
Andrij Wałerijowycz Hawriuszow (ukr. Андрій Валерійович Гаврюшов; ur. 24 września 1977 w Dniepropietrowsku) – ukraiński piłkarz, grający na pozycji obrońcy.

## Kariera piłkarska

### Kariera klubowa
Swoją piłkarską karierę Hawriuszow rozpoczynał w rodzinnym Dniepropetrowsku, w klubie Dnipro-75 Dniepropetrowsk. Później występował w klubach Metałurh Nowomoskowsk, FK Oleksandria i Nywa Winnica. W 2004 roku został zawodnikiem Stali Ałczewsk. Pełnił w Stali funkcje kapitana drużyny. W lipcu 2007 przeszedł do Metałurha Donieck. Zimą 2008 przeniósł się do Zorii Ługańsk. Na początku 2010 powrócił do PFK Oleksandria.